# Boro Pavlović
Boro Pavlović (Slavonska Požega, 27. travnja 1922. – Duga Resa, 7. rujna 2001.), bio je hrvatski pjesnik, esejist, likovni i književni kritičar i libretist. Pisao je i pjesme za djecu. Bio je visoke naobrazbe, svojevrsni hrvatski polihistor 20. stoljeća.

## Životopis
Boro Pavlović rođen je u Slavonskoj Požegi 1922. godine. Diplomirao na Pravnome fakultetu u Zagrebu 1944. godine. 1946. godine doktorirao je pravne znanosti, a tri godine nakon toga, 1949. godine, diplomirao je na Filozofskom fakultetu u Zagrebu. Pored tih studija, studirao je i tehniku, arhitekturu i medicinu.

## Književno stvaralaštvo
Uz Juru Kaštelana, Radovana Ivšića i Josipa Stošića spada među prve pjesničke avangardiste u Hrvatskoj nakon Drugoga svjetskog rata, odnosno bio je prvim "osviještenim postmodernistom". Dijelom je pjesničkog i književničkog naraštaja koji se afirmirao kroz poznati književni časopis Krugovi.
Od svih hrvatskih poratnih pjesnika, Boro Pavlović najplodniji je, i koji je sačuvao lirski i imaginativni prostor igre u svom pjesništvu. Uza sve to, pjesme su mu odražavale slavonsku dušu.
Posjedovao je i pjesničku odvažnost, jer je pojio o "Betlehemskom
Otajstvu, svetom Franji i starodrevnoj Kroaciji", kada se drugi pjesnici nisu usuđivali.

## Djela
Napisao je više od 30 djela. Prirediteljem je prve poratne hrvatske antologije poratnog hrvatskog pjesništva (Poslijeratna mlada hrvatska lirika, 1953.). Neka njegova djela je u svojoj antologiji Żywe źródła iz 1996. s hrvatskog na poljski prevela poljska književnica i prevoditeljica Łucja Danielewska.
Nepotpun popis:
- Poezija, 1945.
- Novina, 1954. (zbirka, tiskana u formi novinskoga izdanja)
- Jutro u travnju, Zora, Zagreb, 1955.
- Pariz, IBI-Poduzeće za izdavanje, prodaju i distribuciju knjiga, Zagreb, 1956.
- Sabrana ljubav, 1977.
- Licem u lice, Grafički zavod Hrvatske-Spektar, Zagreb, [1977?].
- Lipa, ilustr. Ivan Lacković, Mladost, Zagreb, 1977.
- Smotra pasa, Grafički zavod Hrvatske [etc.], Zagreb, [1977?].
- Velika ljubav: izabrane pjesme, izbor izvršio Branimir Donat, Znanje, Zagreb, 1977.
- Lav Zuboslav, spjevao Boro Pavlović prema ideji Zdravka Rajića, ilustr. Josip Bifel, Jumena, Zagreb, 1983.
- Zub zubić, spjevao Boro Pavlović prema ideji Zdravka Rajića, ilustr. Josip Bifel, Jumena, Zagreb, 1983.
- Zub Zubić, ilustr. Josip Bifel, Zapis, Zagreb, 1995.
- Nepoznate: rane pjesme: (1940-1943), odabrao i za tisak prir. Branimir Donat, Dora Krupićeva, Zagreb, 1997.

### Posmrtno
- Ugodna pripovijest: neobuhvatljivi eseji, prir. Josip Pandurić [et al.], Disput, Zagreb, 2003.
- Album vedrine: prosanjani portreti, prir. Josip Pandurić [et al.], Disput, Zagreb, 2005.
- Ljepota riječi: slika, zvuk, stih, prir. Josip Pandurić, Disput, Zagreb, 2006. (zbirka eseja)
- Autorski teatar, prir. Maja Hribar-Ožegović i Ivan Trojan, Općinska narodna knjižnica Drenovci, Drenovci, 2011.
- Lebdeći anđeo civilizacije: putopisi, prir. Branko Maleš, Marijana Rukavina Jerkić, Stajer-graf, Zagreb, 2012-., sv. 1.
- Nađenim u nenađeno: izabrane pjesme, prir. Tomislav Brlek, Društvo hrvatskih književnika, Zagreb, 2012.

## Nagrade i priznanja
- 1987.: Dobitnik je povelje Visoka žuta žita na Pjesničkim susretima u Drenovcima.
- Nalazi se u antologiji hrvatskog pjesništva 2. pol. 20. st. priređivača prof. dr Stijepe Mijovića-Kočana Skupljena baština.
- Hrvatski književnik Vladimir Rem napisao je knjigu o Bori Pavloviću "Boro P. i drugi" (2004.).